# Maiwand
Maiwand és una població de l'Afganistan que es troba al districte Maiwand de la província de Kandahar.
Aquesta zona té regadiu de l'Organisme oficial de la Vall de Helmand i Arghandab.
Aquesta població és notable per haver estat l'escenari de la batalla de Maiwand (27 de juliol de 1880) durant la Segona GuerraAnglo-Afghana.
Ayub Khan junt amb Malalai Anaa van vèncer la Brigada britànica comandada per George Burrow.